# Culte d'Aton

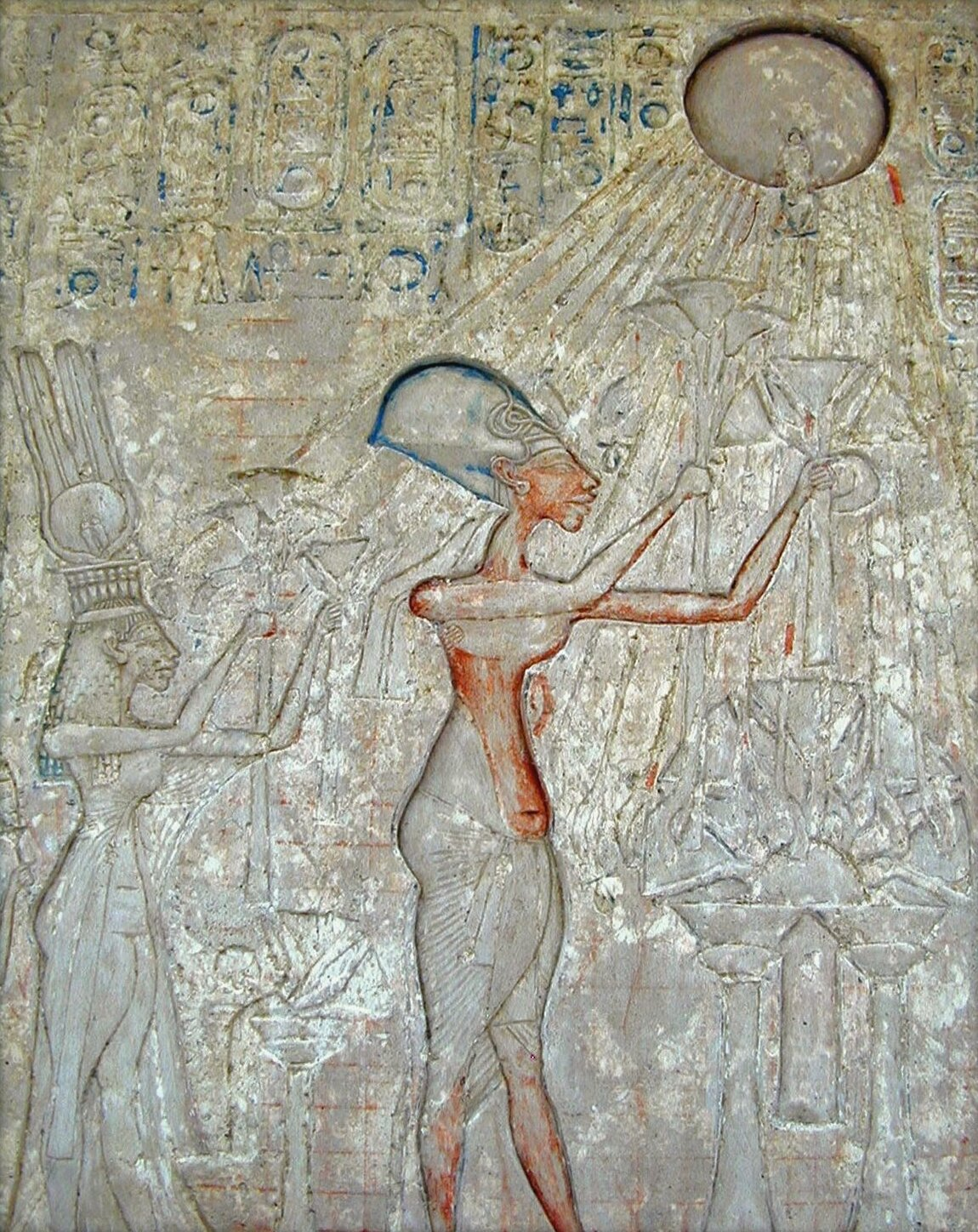
Culte d'Aton.

Le culte d'Aton (en anglais : Atenism) est développé par les pharaons Thoutmôsis IV et Amenhotep III puis érigé en culte unique par le pharaon Akhenaton en Égypte au XIVe siècle avant notre ère.

## Théologie et religion
Amenhotep III le bâtisseur donna à Aton un rôle prédominant durant son règne, mais c'est son fils, Amenhotep IV, qui fait de la personnification du disque solaire, Aton, le dieu unique de l'Égypte. Amenhotep IV prend alors le nom d'Akhenaton, littéralement celui qui est utile à Aton, et transforme le grand temple du dieu Amon-Rê à Karnak en lui adjoignant à son orient tout un complexe cultuel dédié au disque. En l'an V de son règne, il construit et lui consacre une nouvelle capitale : Akhetaton, l'Horizon d'Aton, (Tell el-Amarna en arabe), ce qui ne cesse de marquer les esprits tant on peut percevoir par cette fondation l'orientation décisive que le jeune souverain donne au culte solaire.
Le culte d'Aton imposé par Akhenaton a souvent été présenté comme une « révolution religieuse » dont la portée réelle est désormais discutée. Aton, « père et mère de toute création », est un dieu unique (à l'époque, le polythéisme est de rigueur dans tout le monde connu) et universel (il ne limite pas ses bienfaits à l'Égypte). 
Autrefois représenté sous les traits d'une divinité à tête de faucon surmontée du disque solaire (en tout point semblable aux représentations du dieu Rê), Aton sera, sous le règne d'Akhenaton, représenté sous la forme d'un disque solaire, dont les rayons terminés par des mains, tendent la clef de vie Ânkh aux humains et à toute la création. 
Symbolisé dans ce soleil dont les rayons transmettent la vie sur terre, Aton n'a pas d'autres formes tangibles que celle visible du disque solaire qui chaque jour rayonne dans le ciel. Il ne pouvait donc être représenté par une image sculptée ou encore une idole. En théorie, les fidèles n'ont pas besoin de prêtres pour faire l'intermédiaire entre eux et le dieu, puisque chacun peut s'adresser à l'astre pour adorer Aton. Néanmoins, le commun des mortels ne peut pas réellement comprendre l'essence d'Aton : le pharaon devient intermédiaire entre le dieu et le peuple, et le fidèle prie un autel contenant une image du roi, par deux principales prières, qui sont réputées avoir été inspirées par le roi lui-même, répétant là ce que seuls les grands prêtres officiaient auparavant par délégation directe de Pharaon dans le secret des sanctuaires.
En 1939, Sigmund Freud s'intéresse au pharaon dans L’homme Moïse et la religion monothéiste, mais même ses disciples préfèrent classer dans le genre romanesque ou ésotérique, cet ouvrage à la rédaction duquel il travailla longtemps (débuté vers 1910 et publié à sa mort). Dans cet ouvrage, Freud soutient que le culte d'Aton serait à l'origine du judaïsme qui lui emprunterait beaucoup de ses concepts et qui aurait vu le jour dans la population juive d'Égypte moins d'un siècle plus tard, ce qui est chronologiquement incohérent. À la suite de Freud, on a longtemps voulu y puiser l'origine du monothéisme biblique, ce qui est contesté par les historiens actuels : le monothéisme juif n'apparaît que huit siècles plus tard et ne revêt sa forme exclusive actuelle qu'au cours du VIe siècle, au retour du peuple juif de l'exil à Babylone,.

## Fragilité du culte d'Aton
Il faut nuancer cette révolution conceptuelle de la divinité en précisant que le roi n'abolit pas le système théologique fondé sur une divinité solaire qui depuis l'Ancien Empire jusqu'à lui rayonnait déjà sur l'ensemble des cultes du pays. En témoignent les nombreux syncrétismes associant Rê à une divinité majeure d'un nome, autant de tentatives précédentes de l'universalité du culte solaire qu'Akhenaton sublimera de manière certes magistrale et pour le coup exclusive.
Il est attesté par exemple qu'au début de la fondation d'Akhetaton le roi y fait « transférer » le culte du taureau sacré d'Héliopolis, Mnévis pour lequel une sépulture aurait été aménagée au cœur de la nécropole située à l'est de la nouvelle capitale solaire.
Ce culte de l'hypostase vivante du dieu qui était le pendant depuis des générations de la personnification divine à l'instar de Pharaon lui-même, ne fut donc pas banni mais réinclus dans la théologie atonienne dont les principaux rites ne devaient pas être étrangers à ceux pratiqués dans l'antique cité du dieu soleil. L'intercesseur entre Dieu-Aton et le peuple reste le roi lui-même mais Akhenaton s'approprie ce rôle de façon unique et innove en y associant à égalité sa grande épouse royale Néfertiti qui sera représentée également accomplissant les rites quotidiens au grand temple d'Aton à Akhetaton. Seul le couple royal est habilité à procéder aux rites sacrés et toutes les représentations de ce culte les associaient systématiquement. Toute prière à « Dieu » doit passer par les enfants du Soleil.
Enfin, le culte d'Aton, loin d'être rendu uniquement dans sa ville consacrée et royale, se voit imposé dans les sanctuaires des divinités majeures du pays : Héliopolis, en premier lieu, où des vestiges d'un monuments dédié au disque ont été retrouvés ; Karnak, où l'éclat du culte solaire éclipse le dieu caché Amon ; mais on peut également citer Memphis où certains vestiges donnent le nom du temple d'Aton de la cité du dieu Ptah, autre démiurge qui par son aspect chtonien était étranger à la théologie solaire. Il fut élevé à l'est du temple de l'antique divinité memphite.
Considéré comme le créateur du monde au même titre que Amon-Rê, Aton se heurta alors aux puissants clergés traditionalistes dépossédés de leurs prérogatives cultuelles et ne put s'imposer que grâce à l'autorité d'Akhenaton qui interdit le culte des anciens dieux et retira notamment aux prêtres d'Amon le pouvoir et les richesses qu'ils avaient accumulés. À la mort d'Akhenaton (ou au plus tard sous le règne du jeune Toutânkhamon), le culte d'Aton retourne dans l'oubli et le culte d'Amon est rétabli. La ville d'Akhetaton est abandonnée et la cour retourne à Thèbes.